# Аним, Самуэль
Самуэль Аним (фр. Samuel Anim; род. 20 июня 1989, Аккра, Гана — 1 августа 2015 ) — ганский шоссейный велогонщик.

## Биография
В 2009 году Самуэль Аним стал Чемпионом Ганы. В 2012 и 2013 годах выиграл несколько этапов на Туре Ганы, став одним из лучших велогонщиков в своей стране.
В 2014 году принял участие на Играх Содружества, показав 44-й результат в индивидуальной гонке и не финишировав в групповой гонке.
В 2015 году он выиграл третий этап Тура Того на котором занял третье место в общем зачёте, а также победил на первом этапе Тура Бенина. Во время тренировки в горах Абури был сбит мотоциклом и скончался в больнице.
С 2015 года проводится гонка его памяти Samuel Anim Memorial Race.

## Достижения
2007
1-й на Tour d'Accra
3-й на Bahmed Cycling Challenge
2008
2-й на Чемпионате Ганы в групповой гонке
2009
 Чемпион Ганы в групповой гонке
1-й этап на l'Ecowas Cycling Tour
2010
3-й на Чемпионате Ганы в групповой гонке
3-й на l'Akwaaba
2011
2-й и 4-й этапы на Тур Ганы
2012
1-й на Chrono d'Accra
1-й и 4-й этапы на Тур Того
1-й этап на Тур Ганы
1-й на Challenge d'Accra
2013
Тур Ганы
2-й в генеральной классификации
1, 2, 4, 8, 9 и 11 этапы
2014
Cowbell Cycling League
1-й в генеральной классификации
1-й и 3-й этапы
2015
Тур Того
3-й в генеральной классификации
3-й этап
1-й этап на Тур Бенина